# Roderick Vonhögen
Roderick Vonhögen (Leidschendam, 5 april 1968) is een katholieke priester van het Aartsbisdom Utrecht. Hij is tevens actief als columnist, podcaster, spreker en mediadeskundige. Daarnaast verzorgt hij regelmatig missen in de Maria Virgo Reginakerk in Bennekom.

## Loopbaan
Hij studeerde filosofie, theologie en communicatie in Louvain-la-Neuve, Brussel, Utrecht en Rome en is de oprichter van Star Quest Production Network (SQPN). Dat was tot 2018 een actieve groep katholieke podcasters uit de Verenigde Staten en Europa.
Op 27 januari 1996 was zijn diakenwijding en op 19 oktober 1996 zijn priesterwijding. Beide ontving hij van kardinaal Simonis.
In 2008 verzorgde Roderick Vonhögen voor het Katholiek Nieuwsblad de dagelijkse column Eerste Hulp, waarin hij elke werkdag een vraag op geloofsgebied beantwoordde.  Hij doet dit ook op zijn Engelstalige podcast The Break. 
Van 2009 tot 2016 presenteerde Vonhögen het televisieprogramma Katholiek Nederland TV. Later werd dit Roderick Zoekt Licht. 
Op 21 april 2011 speelde hij mee als een van de twaalf discipelen van Jezus in The Passion te Gouda.
De TV- programma's die hij maakt worden uitgezonden door de KRO-NCRV op NPO 2. Eerder door de RKK op diezelfde zender.

Tot 2021 was Vonhögen werkzaam als parochievicaris in de parochie Onze Lieve Vrouw van Amersfoort zonder benoeming in een nieuwe parochie. 
Per 1 maart 2022 stopte het programma Roderick zoekt licht omdat het programma volgens de Katholiek-Protestantse omroep 'te Katholiek' zou zijn.

## Publicatie
- (2013) Mediapriester. Mijn avonturen in de wereld van film, games en nieuwe media